# اللغة البشكيرية
لغة الباشكير أو اللغة البشكيرية (Башҡорт теле باشكورت تيلي) هي واحدة من اللغات التركية وتُعتبر اللغة الأصلية في جمهورية باشكورستان في الإتحاد الروسي، يبرز فيها ثلاث لهجات هي اللهجة الجنوبية والشرقية والشمالية الغربية

## الجغرافيا
تتوزع اللغة البشكيرية في مناطق باشكورستان، تشيليابينسك، أورينبورغ، تيومين، سفيردلوفسك، كورغان، سامارا، ساراتوف، مناطق بيرم، تتارستان، جمهورية أودمورت.
هناك أكثر من مليون ومئتي ألف متحدث للغة البشكيرية باعتبارها اللغة الأم، وفقاً للتعداد السكاني في روسيا لعام 2010 فإن اللغة البشكيرية يتحدثها في روسيا أكثر من مليون ومئة ألف شخص منهم أكثر من 977 ألف شخص من الباشكير، 131 ألف من التتار، 20 ألف من الروس، 6 آلاف من قومية تشوفاش، 3 آلاف من قومية الماري، آالف من الكازاخستانين، ألف من قومية أودمرتش، ألف من الأوزبك، وأكثر من 8 آلاف من قوميات مختلفة.

## الكتابة والأبجدية

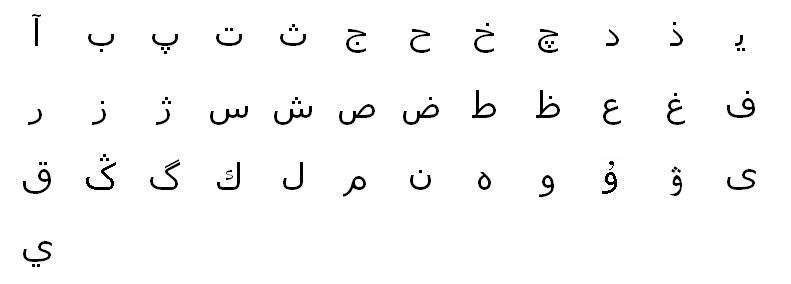
أبجدية باشكير العربية

استخدمت القبائل البشكيرية في العصور القديمة الكتابة التركية القديمة، وبعد وصول الإسلام في في القرن العاشر واستمراه لعدة قرون، بدأ البشكير في استخدام الخط العربي على أساس هذه الكتابة، وتم تشكيل ما يُسمى اللغة التركية المحلية «أورال فولغا تركس» وقد كتبت من القرن الثالث عشر إلى بداية القرن العشرين.

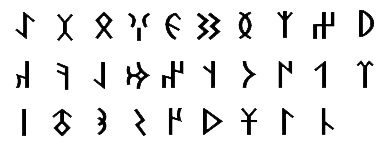
اللغة التركية القديمة التي استخدمها البشكير في فترة ما قبل الإسلام

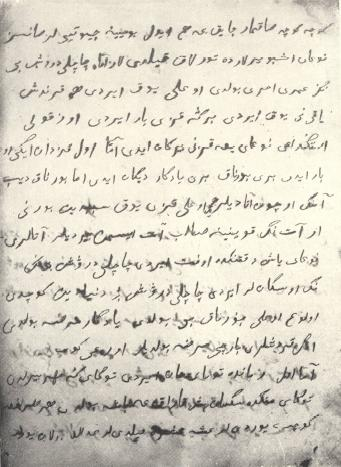
مثال على الكتابة البشكيرية بالأحرف العربية تعود للقرن السادس عشر

من منتصف القرن التاسع عشر بدأ تكوين لغة بشكيرية وطنية، في عام 1923 تمت الموافقة على الأبجدية القائمة على الأحرف العربية وفي عام 1929 ظهرت الأبجدية الباشكيرية على أساس الأبجدية اللاتينية وفي عام 1940 تم إدخال الأبجدية القائمة على الأبجدية السيريلية لتتكون الأبجدية الحديثة للغة الباشكيرية من 42 حرفًا بالإضافة إلى 33 حرفًا شائعًا مع اللغة الروسية مع وجود 9 أحرف أخرى للإشارة إلى الأصوات الخاصة باللغة الباشكيرية.
الأبجدية البشكيرية
| А а | Б б | В в | Г г | Ғ ғ | Д д | Ҙ ҙ | Е е |
| Ё ё | Ж ж | З з | И и | Й й | К к | Ҡ ҡ | Л л |
| М м | Н н | Ң ң | О о | Ө ө | П п | Р р | С с |
| Ҫ ҫ | Т т | У у | Ү ү | Ф ф | Х х | Һ һ | Ц ц |
| Ч ч | Ш ш | Щ щ | Ъ ъ | Ы ы | Ь ь | Э э | Ә ә |
| Ю ю | Я я |     |     |     |     |     |     |

## التاريخ
يتألف تاريخ اللغة البشكيرية من أربع مراحل:
- التاي (الطبقة القديمة)[7]
- التركية المشتركة (يتم تشكيل جميع المفردات الرئيسة من الميزات المشتركة لجميع اللغات التركية)
- كيبتشاك (البدء بتشكيل الأصوات من اللغات الكيبتشاكية التركية)
- لغة بشكيرية[8]

بعض الاختلافات المحددة للغة البشكيرية هي نتيجة للتفاعل مع اللغات الإيرانية والفنلندية الأوغرية والمنغولية والتونغوس والمنشورية والسلافية. بعد اعتماد الإسلام من قبل البشكير تأثرت لغتهم بشكل كبير بلغات أخرى مثل العربية والفارسية مما أدى إلى تغيير في البنية المعجمية والصوتية للغة البشكيرية في القرن العشرين فيما يتعلق بتوسيع ثنائية اللغة الباشكيرية-الروسية فقد حدثت تغييرات جديدة في الصوتيات للغة.

## المفردات
اللغة البشكيرية هي لغو محافظة إلى حد كبير حيث تُشير الدراسات إلى أنّها تحتفظ بـِ 95% من المفردات التركية القديمة من القرنين السادس والثامن قبل الميلاد.
تٌعتبر اللغة التتارية هي الأقرب على البشكيرية مع اختلافات جزئية في الأصوات والنحويات.

## القاموس
تم الإنتهاء في عام 2018 من تجميع «القاموس الأكاديمي للغة البشكيرية» في 10 مجلدات ويُعتبر هذا القاموس هو القاموس الأول من نوعه في التفسير للغة البشكيرية